# Конвенционализм
Конвенционали́зм (от лат. conventio «договор, соглашение») — философская концепция, согласно которой научные понятия и теоретические построения являются в основе своей продуктами соглашения между учёными. Они должны быть внутренне непротиворечивы и соответствовать данным восприятия, но не имеет смысла требовать от них, чтобы они отражали истинное устройство мира. Следовательно, все непротиворечивые научные (а также философские) теории в равной степени приемлемы и ни одна из них не может быть признана абсолютно истинной.
Гносеологическим основанием конвенционализма является возможность использовать различные теоретические средства для исследования того или иного явления и его теоретической реконструкции. Так, можно, до известной степени, произвольно выбирать единицы измерения физических величин (измерять расстояния в футах, метрах или парсеках), представлять процесс с помощью системы дифференциальных уравнений или графика, использовать для моделирования явления аналоговую машину или ЭВМ и т. п.
Основная идея конвенционализма встречается уже в античности (задача астрономии — «спасти явления, представляемые планетами») и в эпоху Возрождения (инструменталистская интерпретация теории Коперника). Современный конвенционализм берёт начало в работах Эрнста Маха, Пьера Дюгема и, в наиболее явной форме — Анри Пуанкаре. Согласно Пуанкаре, основные положения любой научной теории не являются ни синтетическими истинами a priori, ни отражением реальности a posteriori. Они суть соглашения, единственным абсолютным условием которых является непротиворечивость. Выбор тех или иных положений из множества возможных диктуется практическими соображениями: потребностью в максимальной простоте теорий и необходимостью успешного их использования. При появлении более эффективных конвенций старые отвергаются.
Несмотря на то, что конвенционализм был направлен против позитивизма, он был принят неопозитивистами, так, Казимеж Айдукевич предложил так называемый радикальный конвенционализм, согласно которому в научной теории вообще нет неконвенциональных элементов. Доведённый до логического конца радикальный конвенционализм является самопротиворечивым понятием, поскольку объявляет конвенцией в том числе самого себя. К. Поппер считал, что конвенционален выбор базисных (опытных) предложений теории. Конвенционализм следует отличать от инструментализма: первый представляет собой эпистемологически позитивную идею (теории являются конвенциями), а второй — эпистемологически негативную (теории не являются ни истинными, ни ложными). Инспирирована конвенционализмом методология научно-исследовательских программ Лакатоса.
Конвенционализм оказал огромное влияние на философию науки первой половины XX в. и был одним из источников постпозитивизма, постмодерна, радикального конструктивизма. Как рефлексия реальной научной деятельности он открыл перспективы изучения науки с точки зрения функционирования языковых и логических структур (школа Куна). Однако, приобретя черты нормативного учения, он способствовал релятивизации науки.

## История
Основоположник современного конвенционализма — Анри Пуанкаре. Например, в связи с появлением неевклидовых геометрий он охарактеризовал системы аксиом различных математических теорий как соглашения, которые находятся вне поля истины или ложности. Предпочтение одной системы аксиом другой обусловлено принципом удобства. Единственное ограничение на их произвольный выбор состоит в требовании непротиворечивости. Развитие математической логики в 1930-х привело к усилению позиций конвенционали́зма. С формально-логической точки зрения для мира объектов возможны отличные системы классификаций. Так, согласно «принципу терпимости» Карнапа, в основе данной научной теории может находиться любой «языковой каркас», то есть любая совокупность правил синтаксиса. «Принять мир вещей значит лишь принять определённую форму языка». «Языковые формы» следует использовать с учётом их полезности, при этом вопросы, которые касаются реальности системы объектов данной теории, по выражению Карнапа, оказываются сугубо внешними принятому «языковому каркасу». Более крайней позицией явился «радикальный конвенционали́зм» Айдукевича, в соответствии с утверждением которого, отображение объектов в науке зависит от выбора понятийного аппарата (терминологии), причём этот выбор осуществляется свободно.

## Конвенционализм и прагматизм
В силу того, что конвенционализм ставит научные знания в зависимость от субъекта теоретического действия, направление прагматизма можно полагать примыкающим к общей традиции конвенционали́зма. Соглашение, например, может быть проинтерпретировано через прагматическое понятие «уверенности». Так же и Витгенштейн утверждал, что математика невозможна без «веры» в то, что все её предложения и формулы получаются или доказываются именно таким-то образом.

## Конвенционализм и постпозитивизм
Методологические концепции постпозитивистского течения связывают научные теории со способом деятельности научных сообществ, поэтому для объяснения динамики научного знания они используют конвенционали́зм. К таким концепциям можно отнести и понятие «конкуренции научно-исследовательских программ» Лакатоса, и принцип «пролиферации» Фейерабенда, и некумулятивистскую историю науки Куна. В соответствии с ними, альтернативные научные теории замкнуты в себе благодаря определённым соглашениям внутри конкурирующих научных сообществ.